# الانتخابات الرئاسية السنغالية 2024
أجريت الانتخابات الرئاسية في 24 مارس 2024 في السنغال، وانتخب بشيرو جمعة فاي رئيسًا ليحل محل عثمان سونكو، بينما اعترف أحمد با، مرشح الحزب الحاكم BBY، بالهزيمة سلميًا. كان الرئيس الحالي ماكي سال غير مؤهل لمتابعة فترة ولاية ثالثة بسبب حدود الولاية في دستور السنغال.
في السابق، كان من المقرر إجراؤها في الأصل في 25 فبراير، ولكن تأجلت إلى أجل غير مسمى بموجب مرسوم صادر عن ماكي سال في 3 فبراير، وفي 15 فبراير، ألغى المجلس الدستوري السنغالي التأجيل وأمر بإجراء الانتخابات في أقرب وقت ممكن، مع تحديد الحكومة لاحقًا موعدًا جديدًا للانتخابات في 24 مارس، بعد الحكم على الحوار الوطني الذي أجري في نهاية فبراير بأنه غير دستوري.

## خلفية
وكانت عدة أحزاب قد أعلنت عن نيتها الترشح لانتخابات عام 2024، ويجب أن يحصل أي مرشح رئاسي على ما بين 0.8% و1% من توقيعات الناخبين. ويجب جمع هذه التوقيعات مع ما لا يقل عن 2000 رعية في كل من مناطق السنغال السبعة الأربعة عشر. ويمكن للمرشحين أيضا أن يكون لديهم خيار الحصول على رعية من 13 عضوا على الأقل في الجمعية الوطنية، أو 120 عمدة ورؤساء مجالس إقليمية. ويجب أيضًا على المرشحين دفع وديعة قدرها 30 مليون فرنك أفريقي في صندوق الودائع والأمانات.
في 17 فبراير 2023، أي قبل يوم واحد من الكشف عن موعد الانتخابات المقبلة، أخذ مرشح المعارضة السنغالية عثمان سونكو بالقوة من سيارته وسط تجمعات حاشدة خارج محكمة داكار حيث كانت تجري محاكمته. ومثل سونكو أمام المحكمة كجزء من دعوى مدنية رفعها وزير السياحة السنغالي ضده بتهمة التشهير والإهانات العلنية. في 3 يوليو، في أعقاب سلسلة من الاحتجاجات بشأن إدانة سونكو بتهمة "السلوك غير الأخلاقي" في قضية منفصلة، صرح الرئيس ماكي سال أنه لن يسعى لإعادة انتخابه لولاية ثالثة. وفتح باب التسجيل للترشح في أكتوبر 2023 وانتهت في 26 ديسمبر 2023. بدأت الحملة التمهيدية في 5 يناير 2024، بينما كان من المقرر أن تبدأ فترة الحملة في 4 فبراير، على أن تقام الجولة الأولى في 25 فبراير.

## المرشحون
في 14 يوليو، أعلن عن عثمان سونكو كمرشح رئاسي عن حزب PASTEF [الإنجليزية]
. لم تكن أهلية سونكو كمرشح واضحة بسبب صدور حكم عليه بالسجن لمدة عامين في يونيو 2023، مما جعله غير مؤهل للترشح وفقًا لبعض الخبراء القانونيين. على الرغم من أنه لوحظ أنه لم يستنفد استئنافه أمام المحكمة العليا، التي يمكن أن تلغي الحكم الصادر بحقه. في 31 يوليو، أمرت الحكومة السنغالية بحل حزب PASTEF [الإنجليزية]
،  بينما بدأ سونكو إضرابًا عن الطعام لمدة أشهر احتجاجًا على الوضع السياسي.
وفي سبتمبر/أيلول، رشح سال رئيس الوزراء أمادو با مرشحاً عن التحالف من أجل الجمهورية الحاكم.
في 19 نوفمبر، عين حزب PASTEF أمينها العام بصيرو ديوماي فاي كمرشحها للانتخابات. والذي كان مسجونًا منذ أبريل 2023، عندما قبض عليه لانتقاده سير محاكمة عثمان سونكو بالتشهير على وسائل التواصل الاجتماعي. وفي ديسمبر/كانون الأول، أمرت المحكمة بإعادة عثمان سونكو إلى قائمة الناخبين وسمحت له بتقديم ترشيحه.

## النتائج
أظهرت النتائج المؤقتة حصول فاي على 53.7% وأمادو با على 36.2% بناءً على إحصائيات 90% من مراكز الاقتراع في الجولة الأولى من التصويت، وفقًا للجنة الانتخابية.
| المرشح                          | المرشح                             | الحزب                                           | الأصوات   | %      |
| ------------------------------- | ---------------------------------- | ----------------------------------------------- | --------- | ------ |
|                                 | بصيرو ديوماي فاي                   | PASTEF [الإنجليزية]                             | 8٬055     | 55.64  |
|                                 | أمادو با                           | التحالف من أجل الجمهورية                        | 4٬948     | 34.18  |
|                                 | Aliou Mamadou Dia                  | Party for Unity and Rally                       | 437       | 3.02   |
|                                 | إدريسا سيك                         | Rewmi                                           | 268       | 1.85   |
|                                 | خليفة سال                          | مانكو تاكسوو السنغال                            | 210       | 1.45   |
|                                 | Thierno Alassane Sall [الإنجليزية] | جمهورية القيم                                   | 69        | 0.48   |
|                                 | Boubacar Camara [الإنجليزية]       | Party of Construction and Solidarity            | 57        | 0.39   |
|                                 | Papa Djibril Fall                  | The Servants / MPR                              | 60        | 0.41   |
|                                 | Aly Ngouille Ndiaye [الإنجليزية]   | مستقل                                           | 53        | 0.37   |
|                                 | Serigne Mboup                      | مستقل                                           | 52        | 0.36   |
|                                 | Cheikh Tidiane Dieye               | مستقل                                           | 51        | 0.35   |
|                                 | Anta Babacar Ngom                  | Alternative for the Next Generation of Citizens | 46        | 0.32   |
|                                 | Daouda Ndiaye                      | مستقل                                           | 39        | 0.27   |
|                                 | Déthié Fall                        | Republican Party for Progress                   | 36        | 0.25   |
|                                 | Mamadou Lamine Diallo [الإنجليزية] | الاتحاد الوطني / تيكي                           | 28        | 0.19   |
|                                 | El Hadji Mamadou Diao              | مستقل                                           | 23        | 0.16   |
|                                 | محمد بن عبد الله ديون              | مستقل                                           | 23        | 0.16   |
|                                 | Malick Gakou [الإنجليزية]          | Grand Party                                     | 16        | 0.11   |
|                                 | Habib Sy                           | مستقل                                           | 6         | 0.04   |
| المجموع                         | المجموع                            | المجموع                                         | 14٬477    | 100.00 |
|                                 |                                    |                                                 |           |        |
| الأصوات الصحيحة                 | الأصوات الصحيحة                    | الأصوات الصحيحة                                 | 14٬477    | 99.62  |
| الأصوات الباطلة والفارغة        | الأصوات الباطلة والفارغة           | الأصوات الباطلة والفارغة                        | 55        | 0.38   |
| مجموع الأصوات                   | مجموع الأصوات                      | مجموع الأصوات                                   | 14٬532    | 100.00 |
| الناخبين المسجلين ومعدل الإقبال | الناخبين المسجلين ومعدل الإقبال    | الناخبين المسجلين ومعدل الإقبال                 | 7٬033٬854 | 0.21   |
| المصدر: Senego/Sunu Élections   |                                    |                                                 |           |        |

## تفاعلات
في حين لم يكن من المتوقع ظهور النتائج الأولية للجولة الأولى حتى 26 مارس، ومن المتوقع إعلان النتائج الرسمية في 29 مارس، فقد اعترف سبعة مرشحين على الأقل، بما في ذلك أنتا باباكار، بالهزيمة بالفعل أمام بصيرو فاي. وجاء ذلك بعد أن أظهرت المجموعة الأولى من النتائج المعلنة فوز فاي بأغلبية الأصوات، مما أدى إلى احتفالات واسعة النطاق في شوارع داكار. وبعد ساعات اعترف مرشح الحزب الحاكم أمادو با بالهزيمة وقدم التهاني لفاي. وتعهد فاي "بالحكم بتواضع وشفافية، ومحاربة الفساد على جميع المستويات"، و"إعادة بناء مؤسساتنا".
كما هنأ الرئيس المنتهية ولايته ماكي سال فاي، مشيدا "بانتصار الديمقراطية السنغالية".